# Andrzej Rybski (hokeista)
Andrzej Rybski (ur. 19 lipca 1953, zm. 10 stycznia 2017) – polski hokeista, reprezentant kraju, uczestnik mistrzostw świata w 1975.
Zawodnik grający na pozycji napastnika. Wychowanek Pomorzanina Toruń, w którym grał w latach 1972–1975. W sezonie 1976/1977 bronił barw Zagłębia Sosnowiec, po czym przeniósł się do Łódzkiego Klubu Sportowego, w którym zadomowił się na długie lata. W Polsce grał ponadto w Borucie Zgierz.
W drugiej połowie lat 80. wyjechał z kraju, by grać w Niemczech. Do łódzkiego klubu powrócił pod koniec sezonu 1990/1991, podejmując próby ratowania klubu przed spadkiem do II ligi. W jednym ze spotkań strzelił nawet 4 bramki (wygrana 8:2 w drugim meczu o utrzymanie z Zagłębiem Sosnowiec). Hokeiści ŁKS-u przegrali ostatni mecz i zostali zdegradowani.
Jego syn, również Andrzej, został piłkarzem.